# Saga (szöcske)
A Saga a fürgeszöcskefélék rendszertani családjának egyik neme, a Sagini tribus egyetlen tagja. Az ide tartozó fajok Dél-Európában és Nyugat-, valamint Közép-Ázsiában élnek.

## Fajok
A nemhez 17 faj tartozik. Magyarországon egy faj, a fűrészlábú szöcske képviseli.
- Saga beieri Kaltenbach, 1967
- Saga campbelli Uvarov, 1921
- Saga cappadocica Werner, 1903
- Saga ephippigera Fischer von Waldheim, 1846
- Saga gracilis Kis, 1962
- Saga hakkarica Sirin & Taylan, 2019
- Saga hellenica Kaltenbach, 1967
- Saga ledereri Saussure, 1888
- Saga longicaudata Krauss, 1879
- Saga natoliae Serville, 1838
- Saga ornata Burmeister, 1838
- Saga pedo (Pallas, 1771) - fűrészlábú szöcske, típusfaj
- Saga puella Werner, 1901
- Saga quadrisignata Philippi, 1863
- Saga rammei Kaltenbach, 1965
- Saga rhodiensis Salfi, 1929
- Saga syriaca Lucas, 1864

## Fordítás
- Ez a szócikk részben vagy egészben  a   Saga (bush cricket) című angol Wikipédia-szócikk ezen változatának fordításán alapul.  Az eredeti cikk szerkesztőit annak laptörténete sorolja fel. Ez a jelzés csupán a megfogalmazás eredetét és a szerzői jogokat jelzi, nem szolgál a cikkben szereplő információk forrásmegjelöléseként.